# Секрет красоты
«Секрет красоты» — советский короткометражный фильм 1955 года режиссёра Василия Ордынского.
Комедия снята в эпоху развития субкультуры «стиляг» и носит явно сатирический характер:

«Секрет красоты» был фильмом смешным, сделанным в отличном темпе, очень злободневным по направленности.— Временем призванные: об одном поколении кинорежиссеров / Леонид Николаевич Нехорошев. — М.: Искусство, 1965. — 166 с.

## Сюжет
В городской школе парикмахеров идут экзамены. Неспособная ученица Кукушкина, испортив всё, что было на голове у очередного клиента, проваливает экзамен, но просит ещё один шанс, а поскольку никто не желает садиться к ней на стрижку, она просит своего ухажера — стилягу Эдика — сесть в её кресло. Влюбленный Эдик соглашается, и не просто лишается модного кока, но и оказывается постриженным «под нуль».

## В ролях
- Пётр Константинов — командированный, клиент парикмахерской
- Клавдия Блохина — Надя Сомова, парикмахерша-ученица
- Олег Анофриев — Эдик, стиляга
- Алексей Петроченко — директор парикмахерской
- Георгий Милляр — председатель экзаменационной комиссии
- Надежда Ковалёва — член экзаменационной комиссии
- Тамара Носова — Нинель Кукушкина, парикмахерша-ученица
- Любовь Студнева — подсобная рабочая в парикмахерской
- Вера Алтайская — клиентка парикмахерской в салоне-люкс
- Пётр Репнин — клиент парикмахерской
- Николай Сморчков — парикмахер-ученик

## Критика
Маленькая комедия «Секрет красоты» (1955) — первая работа Я. Сегеля, выступившего в роли сценариста, и молодого режиссёра В. Ордынского. Экзамен, который прилежная и нерадивая ученицы парикмахерского искусства сдавали «на головах» командированного ворчуна и завзятого стиляги, дал множество комедийных возможностей, отлично — легко, непосредственно и с чувством такта использованных и авторами, и композитором А. Цфасманом, и актёрами Т. Носовой и О. Анофриевым. Нарисованные этими актёрами карикатуры на юных поклонников заграничных мод — образцы острой бытовой сатиры.— Советская кинокомедия / Ростислав Николаевич Юренев. — М.: Наука, 1964. — 537 с. — стр. 464